# Swiss Quality Hotels International
Swiss Quality Hotels International es una organización sin fines de lucro y la cadena de hoteles más grande de Suiza. Swiss Quality Hotels International comercializa 75 hoteles en 52 ciudades y lugares turísticos en Suiza, Alemania, Austria e Italia. Los hoteles son de 3, 4 y 5 estrellas. La cooperación se dedica a la actividad de sales y marketing por todo el mundo a través de internet. La venta y distribución se dirigen directamente a las agencias de viajes, empresas y clientes individuales. Cada hotel guarda su propio nombre, gestión independiente y su propia identidad, pero es comercializado bajo la marca Swiss Quality Hotels International. Los miembros en Suiza tienen que ser clasificados por Hôtellerie Suisse, la asociación suiza de hoteles. También hace falta al menos la marca de calidad Q1 de Suiza Turismo. Swiss Quality Hotels International gestiona su propio sistema de reservas, QOnline.

## Historia
Swiss Quality Hotels International fue fundado en abril de 1986 en Zúrich por un grupo de dirigentes de hostelería de Suiza y Alemania. La organización empezó con 19 hoteles bajo el nombre "TOP International Hotels Schweiz". Desde entonces con respecto a la venta y distribución coopera con Utell International, compañía de servicios de marketing. Hasta el 2003 Swiss Quality Hotels International actuó bajo el nombre "TOP International Hotels Schweiz". 

## Segmentación
En 2001 Swiss Quality Hotels International inició su propia segmentación de hoteles. Las cuatro clasificaciones son “Swiss Quality Excellence”, “Swiss Quality Superior”, “Swiss Quality Value” y “Swiss Quality Economy".
Swiss Quality Excellence (hoteles de 4 y 5 estrellas)
Las exigencias para estos hoteles son por lo menos 4 estrellas de la Hôtellerie Suisse y el nivel dos (Q2) de la marca de calidad de Suiza Turismo. Los inmuebles disponen, dependiendo del lugar, de salas de conferencia y gimnasio.
Swiss Quality Excellence Hoteles son: Hotel Seehotel Waldstaetterhof, Brunnen; Hotel Fluela, Davos; Hotel Belvedere, Grindelwald; Hotel Metropole, Interlaken; Hotel Lugano Dante, Lugano, Hotel Coronado, Lugano-Mendrisio; Hotel Eiger, Muerren; Hotel Eden, Spiez, Hotel Seerose, Meisterschwanden; Hotel La Margna, St. Moritz; Hotel Chesa Rosatsch, St. Moritz-Celerina; Hotel Alpenhotel Quadratscha, St. Moritz-Samedan; Park Hotel, Winterthur; Grandhotel Schönegg, Zermatt; Hotel Ambassador, Zúrich.
Swiss Quality Superior (hoteles de 4 estrellas)

Las exigencias para estos hoteles son por lo menos 4 estrellas de la Hôtellerie Suisse y el nivel dos (Q2) de la marca de calidad de Suiza Turismo.
Swiss Qulity Superior Hoteles son: Hotel Excelsior, Arosa; Hotel Kurhotel, Bad-Zurzach; Hotel Metropol, Basel; Hotel Engel, Basel-Liestal; Hotel Elite, Biel-Bienne; Hotel Central, Davos; Hotel Sonne Balance, Eich (Lucerne); Hotel Wittelsbacher Hof, Garmisch-Partenkirchen; Hotel Grand Pré, Geneva; Hotel Stella, Interlaken; Hotel Parkhotel Schloss Hünigen, Konolfingen-Bern; Hotel Grichting-Badnerhof, Leukerbad; Hotel Cascada; Lucerne; Hotel Seehotel Kastanienbaum, Lucerne-Kastanienbaum; Hotel Berna, Milan; Hotel Villa Toscane, Montreux; Hotel Schweizerhof, Saas-Fee; Hotel Freienhof, Thun; Hotel Central,
Tux; Hotel Walliserhof, Zermatt; Hotel Claridge, Hotel Wellenberg, Zúrich; Hotel Conti, Zürich-Dietikon; Hotel Belvoir, Zürich-Rueschlikon.
Swiss Quality Value (Hoteles de 3 o 4 estrellas)

Las exigencias para estos hoteles son por lo menos 3 estrellas de la hotelleriesuisse y el nivel uno (Q1) de la marca de calidad de Suiza Turismo.
Swiss Quality Value Hoteles son: Hotel Aarauerhof, Aarau; Hotel Aarau-West, Aarau-Oberentfelden; Hotel Arena Steinmattli, Adelboden; Hotel Michelangelo, Ascona; Hotel Sandi, Bad Ragaz; Hotel Turmhotel, Bad Zurzach; Hotel Baslertor, Basel-Muttenz; Hotel Astoria, Hotel ABC, Chur; Hotel Koenigshof, Cologne; Hotel Esplanade, Davos; Hotel Drake + Longchamp, Hotel Mon-Repos, Geneva; Hotel Sagitta, Geneva; Hotel Die Krone, Gottlieben; Turm Hotel Grächerhof, Grächen; Hotel Gstaaderhof, Gstaad; Hotel City Oberland, Hotel Goldey, Interlaken; Hotel Bernerhof, Kandersteg; Hotel Mirafiori, Locarno-Orselina; Hotel Monopol, Hotel Waldstätterhof, Lucerne; Hotel Grand Hotel Excelsior, Montreux; Hotel Hotelissimo Haberstock, München; Hotel Olten, Olten; Hotel Schiff am Rhein, Rheinfelden-Basel; Hotel Kemmeriboden, Schangnau; Hotel an der Aare, Solothurn; Hotel Arte, Spreitenbach; Hotel Hauser, St. Moritz; Hotel Das Reinisch, Vienna-Mannswörth; Hotel Villa Post, Vulpera; Hotel Walzenhausen, Walzenhausen-St. Gallen; Hotel Alpenroyal, Zermatt; Hotel Basilea, Zürich; Hotel Helmhaus, Zúrich; Hotel Rex, Zúrich; Hotel Sommerau-Ticino, Zürich-Dietikon; City- und Wellnesshotel Sonnental, Zurich-Dübendorf; Hotel Geroldswil, Zürich-Geroldswil.
Swiss Quality Economy (Hoteles de 2 o 3 estrellas)

Las exigencias para estos hoteles son por lo menos 2 estrellas de la Hôtellerie Suisse y el nivel uno (Q1) de la marca de calidad de Suiza Turismo.
Swiss Quality Economy Hoteles son: Hotel Münchnerhof, Basel, Hotel Metropole, Berne; Hotel Bernina, Geneva; Hotel Acquarello, Lugano, Hotel Belvédère, Wengen.